# Tütschensee
Der Tütschensee – auch als Tietschensee bekannt – ist ein Gewässer der Stadt Teupitz im brandenburgischen Landkreis Dahme-Spreewald.

## Beschreibung
Der See liegt im Süden der Stadt in einem Waldgebiet. Westlich des Gewässers verläuft der Tornower Weg; südlich der Schwarze Weg. Der Tütschensee entwässert über den Fuchsgraben in den Teupitzer See. Der See ist von einem rund drei Kilometer langen Rundwanderweg aus zu erreichen. Der Weg führt vom denkmalgeschützten Hotel in der Lindenstraße 5 am Fuße des Gesenbergs entlang zum Gewässer. Das Wasser des Sees ist sauber, so dass auch darin gebadet werden kann. Eine offizielle Badestelle ist aber nicht vorhanden. Der See befindet sich im Südwesten des Naturparks Dahme-Heideseen.
Der Tütschensee wird von der Fischerei Bestensee bewirtschaftet und ist ein ausgewiesenes Angelgewässer.

## In der Umgebung
Im Umkreis von weniger als zwei Kilometern befinden sich der Tornower See (etwa 400 m entfernt), der Griebock-See und der Briesensee (jeweils 1 100 m entfernt).
Die nächsten Orte sind Schwerin (etwa 3,9 km entfernt), Halbe (5,7 km entfernt), Löpten (etwa 5,9 km entfernt) und der Teupitzer Ortsteil Tornow.

## Geschichte
Der See wurde erstmals 1654 („Die See Deutschen genant“) schriftlich erwähnt. Der Name leitet sich wohl vom slawischen Adjektiv *tučn- „fett, nahrhaft“ ab. Ab 1908 wurde das Gewässer von der Landesanstalt Teupitz als Badesee genutzt. Dazu wurde an seinem östlichen Ufer eine Badeanstalt errichtet. Seit 1990 steht der Tütschensee als Flächennaturdenkmal unter Schutz.